# Проворов, Николай Васильевич
Проворов, Николай Васильевич (6 декабря 1908, Санкт-Петербург —  14 сентября 1994, Санкт-Петербург) — учёный, полярник, охотовед и зоолог. Участник Великой Отечественной войны. Директор и основатель Западного филиала Всесоюзного научно-исследовательского института охотничьего хозяйства и звероводства имени профессора Б. М. Житкова (ВНИИОЗ).

## Биография
Николай Васильевич Проворов родился в городе Санкт-Петербурге 6 декабря 1908 года.
Свою трудовую деятельность начал в 1931 году коллектором зоогеографического отряда Хибинской комплексной экспедиции Академии Наук СССР. В 1929 году поступил на географический факультет Ленинградского государственного университета, в 1931 году переведен на зоологический сектор. В 1933 году окончил университет с присвоением квалификации научного работника 2-го разряда в области «Биологии позвоночных» с правом преподавания по той же специальности в ВУЗах и ВТУЗах. Прошел Высшую военную вневойсковую подготовку при ЛГУ с присвоением звания лейтенанта.
С 1934 по 1939 работал в Научно-исследовательском институте полярного земледелия, животноводства и промыслового хозяйства. Ходил в экспедиции на ледокольных пароходах «Садко», «Георгий Седов» и «Малыгин».
С 1939 по 1941 научный сотрудник, зоолог Беломорской зверобойной экспедиции в арктическом научно-исследовательском институте Главного управления Северного морского пути при Совете народных комиссаров СССР. Многократный участник и руководитель Арктических научных экспедиций в сложнейших условиях зимовки на полярных станциях. Сотрудник промыслово-биологического отдела. Внёс большой вклад в изучение морских млекопитающих. Уделял особое внимание запрету истребления молодняка и кормящих самок. Предложил конкретные рекомендации по охране китов, ограничению промысла моржей и изменению тактики и техники их добычи.
С 1941 года находился на переднем крае Великой Отечественной войны. Прошел путь командира сапёрного взвода, роты, полкового инженера, снайпера СМЕРШ. Дважды ранен, в 44-м получил тяжёлое ранение в голову. По окончании войны очищал истерзанную землю в качестве преподавателя минно-подрывного дела и начальника команды по разминированию.
В 1946 году поступил на работу в Западное отделение ВНИИЖП старшим научным сотрудником. За годы усердной работы внес огромный вклад в возрождение и становление боброводства в Северо-Западных областях СССР, в познание биологии и экологии речного и канадского бобра в этом регионе. В 1951 году назначен руководителем Западного отделения ВНИИОЗ. Активно ведёт научно-исследовательскою и практическую работу на территории Ленинградской, Новгородской, Псковской, Мурманской областей и Республики Карелия.
За годы работы подготовил свыше 120 рукописных и печатных работ по вопросам биологии промысловых животных.

## Награды
- Орден Красной Звезды
- Орден Отечественной войны I степени
- Медаль «За боевые заслуги»
- Медаль «За оборону Ленинграда»
- Медаль «За победу над Германией в Великой Отечественной войне 1941—1945 гг.»
- Юбилейная медаль «Двадцать лет Победы в Великой Отечественной войне 1941—1945 гг.»
- Юбилейная медаль «Тридцать лет Победы в Великой Отечественной войне 1941—1945 гг.»
- Юбилейная медаль «Сорок лет Победы в Великой Отечественной войне 1941—1945 гг.»
- Юбилейная медаль «50 лет Вооружённых Сил СССР»
- Юбилейная медаль «60 лет Вооружённых Сил СССР»
- Юбилейная медаль «За доблестный труд (За воинскую доблесть). В ознаменование 100-летия со дня рождения Владимира Ильича Ленина»
- Юбилейный нагрудный знак «25 лет Победы в Великой Отечественной войне 1941—1945 гг.»
- Нагрудный знак «Отличник Социалистического соревнования».
- Ворошиловский стрелок
- Медаль «В память 250-летия Ленинграда»
- Медаль «Ветеран труда»

## Родственники
- Брат Михаил Васильевич — учёный лесовод, директор Тосненского лесхоза, создатель уникальных лесных пород имени М. В. Проворова.

- Двоюродный брат Проворов, Пётр Николаевич — советский энергетик и гидротехник, выдающийся учёный гидравлик, ректор Ленинградского гидротехнического института, первый директор «ВНИИГ им. Б.Е.Веденеева».

## Труды и публикации
- Проворов Н. В., 1969. Современное состояние бобровых колоний в северо-западных областях Европейской части РСФСР, перспективы их роста и реальные возможности использования в текущей пятилетке // Тр. Воронежского гос. заповедника. Вып. 16. Воронеж. С. 75-79.
- Проворов Н. В. Обзор результатов реакклиматизации речного бобра на Северо-Западе РСФСР. В кн.: Промысловая фауна и охотничье хозяйство Северо-Запада РСФСР, вып.2. — Л.: ВНИИЖП, 1963, с.99-123.
- Проворов Н. В., Альтшуль М. П., Иванов П. Д., Когтева Е. 3., Морозов В. Ф., Птушкин Ю. В., Русаков О. С., Русакова Н. Н., Туманов И. Л. Охотничьи звери и их промысел. 1970. Западное отделение ВНИИОЗ.
- Интервью. Газета «Ленинградская Правда» № 58(19201) от 10 марта 1978 года. Проворов Н. В. «Где живут бобры…»
- Проворов Н. В. К вопросу биологии и промысла беломорской белухи в Кандалакшском заливе Белого моря. — Позвоночные Арктики. Труды Арктического НИИ, Т. 205 Л., «Морской транспорт», 1957.
- Проворов Н. В., Речной бобр.- Охотничьи звери и их промысел, М.,"Лесная промышленность", 1970.
- Результаты исследований реакции некоторых видов млекопитающих на различные запахи. — Первое Всесоюзное совещание по млекопитающим. Тезисы докладов. Т. 2 М., изд-во МГУ, 1961. Авторы: Корытин С.А, Нумеров К. Д., Проворов Н. В., Азбукина М. Д., Климов Ю. Н., Поскотин А. М.
- Проворов Н. В., Косуля. — Охотничьи звери и их промысел, М., «Лесная промышленность», 1970.
- Проворов Н. В., Естественно-исторический очерк Ленинградской области. — Ленинградская область, Л., 1950.
- Проворов Н. В., Лесная куница — Наша охота, Вып 2 Л., Лениздат, 1959